# Pidonia insuturata
Pidonia insuturata là một loài bọ cánh cứng trong họ Cerambycidae.